# Алсма
Алсма — река в России, протекает в городском округе Семёновский и городском округе Бор Нижегородской области.
Устье реки находится в 43 км по левому берегу реки Линды. Длина реки составляет 23 км, площадь водосборного бассейна 120 км².
Исток реки в лесах юго-западнее деревни Зуево и в 18 км к северо-востоку от села Линда. Течёт на юго-запад, большая часть течения проходит по заболоченному лесу. В среднем течении на правом берегу деревни Тюлени и Доенки. Впадает в Линду у деревни Васильково.

## Данные водного реестра
По данным государственного водного реестра России относится к Верхневолжскому бассейновому округу, водохозяйственный участок реки — Волга от Горьковского гидроузла и до устья реки Ока, речной подбассейн реки — Волга ниже Рыбинского водохранилища до впадения Оки. Речной бассейн реки — (Верхняя) Волга до Куйбышевского водохранилища (без бассейна Оки).
По данным геоинформационной системы водохозяйственного районирования территории РФ, подготовленной Федеральным агентством водных ресурсов:
- Код водного объекта в государственном водном реестре — 08010300512110000017466
- Код по гидрологической изученности (ГИ) — 110001746
- Код бассейна — 08.01.03.005
- Номер тома по ГИ — 10
- Выпуск по ГИ — 0